# 猪腰豆属
猪腰豆属（学名：Whitfordiodendron）是蝶形花科下的一个属，为缠绕植物。该属共有9种，分布于热带亚洲。